# Setauket-East Setauket
Setauket-East Setauket és una concentració de població designada pel cens dels Estats Units a l'estat de Nova York. Segons el cens del 2000 tenia 15.931 habitants.

## Demografia
Segons el cens del 2000, Setauket-East Setauket tenia 15.931 habitants, 5.521 habitatges, i 4.289 famílies. La densitat de població era de 727,1 habitants per km².
Dels 5.521 habitatges en un 39,2% hi vivien nens de menys de 18 anys, en un 68,6% hi vivien parelles casades, en un 6,8% dones solteres, i en un 22,3% no eren unitats familiars. En el 17,2% dels habitatges hi vivien persones soles el 4,7% de les quals corresponia a persones de 65 anys o més que vivien soles. El nombre mitjà de persones vivint en cada habitatge era de 2,88 i el nombre mitjà de persones que vivien en cada família era de 3,26.
Per edats la població es repartia de la següent manera: un 26,9% tenia menys de 18 anys, un 7,3% entre 18 i 24, un 29,3% entre 25 i 44, un 27,2% de 45 a 60 i un 9,4% 65 anys o més.
L'edat mediana era de 37 anys. Per cada 100 dones de 18 o més anys hi havia 94,5 homes.
La renda mediana per habitatge era de 86.986 $ i la renda mediana per família de 102.472 $. Els homes tenien una renda mediana de 70.276 $ mentre que les dones 41.281 $. La renda per capita de la població era de 37.736 $. Entorn del 2,4% de les famílies i el 4% de la població estaven per davall del llindar de pobresa.